# Dol (Babušnica)
Pour les articles homonymes, voir Dol.
Dol (en serbe cyrillique : Дол) est un village de Serbie situé dans la municipalité de Babušnica, district de Pirot. Au recensement de 2011, il comptait 45 habitants.

## Démographie
| 1948 | 1953 | 1961 | 1971 | 1981 | 1991 | 2002 | 2011 |
| ---- | ---- | ---- | ---- | ---- | ---- | ---- | ---- |
| 539  | 566  | 548  | 414  | 276  | 160  | 82   | 45   |

|  |